# Rarang
Rarang is een bestuurslaag in het regentschap Oost-Lombok van de provincie West-Nusa Tenggara, Indonesië. Rarang telt 5353 inwoners (volkstelling 2010).